# Campionati oceaniani di canoa slalom 2017
I Campionati oceaniani di canoa slalom 2017 sono stati la 2ª edizione della competizione continentale. Si sono svolti a Auckland, in Nuova Zelanda, dal 28 al 30 gennaio 2017.

## Podi

### Uomini
| Evento    | Oro                                     | Punti  | Argento       | Punti         | Bronzo         | Punti         |
| Canoa C-1 | Ryan Westley                            | 90.00  | Matej Beňuš   | 90.91         | Martin Thomas  | 91.86         |
| Canoa C-2 | Australia Kaspar Fiebig Kristian Fiebig | 106.55 | Non assegnato | Non assegnato | Non assegnato  | Non assegnato |
| Kayak K-1 | Michal Smolen                           | 86.17  | Joseph Clarke | 88.00         | Lucien Delfour | 89.26         |

### Donne
| Evento    | Oro         | Punti  | Argento          | Punti  | Bronzo        | Punti  |
| Canoa C-1 | Jessica Fox | 119.02 | Rosalyn Lawrence | 120.26 | Noemie Fox    | 121.54 |
| Kayak K-1 | Jessica Fox | 102.62 | Nouria Newman    | 115.69 | Kate Eckhardt | 117.80 |